# Pincho

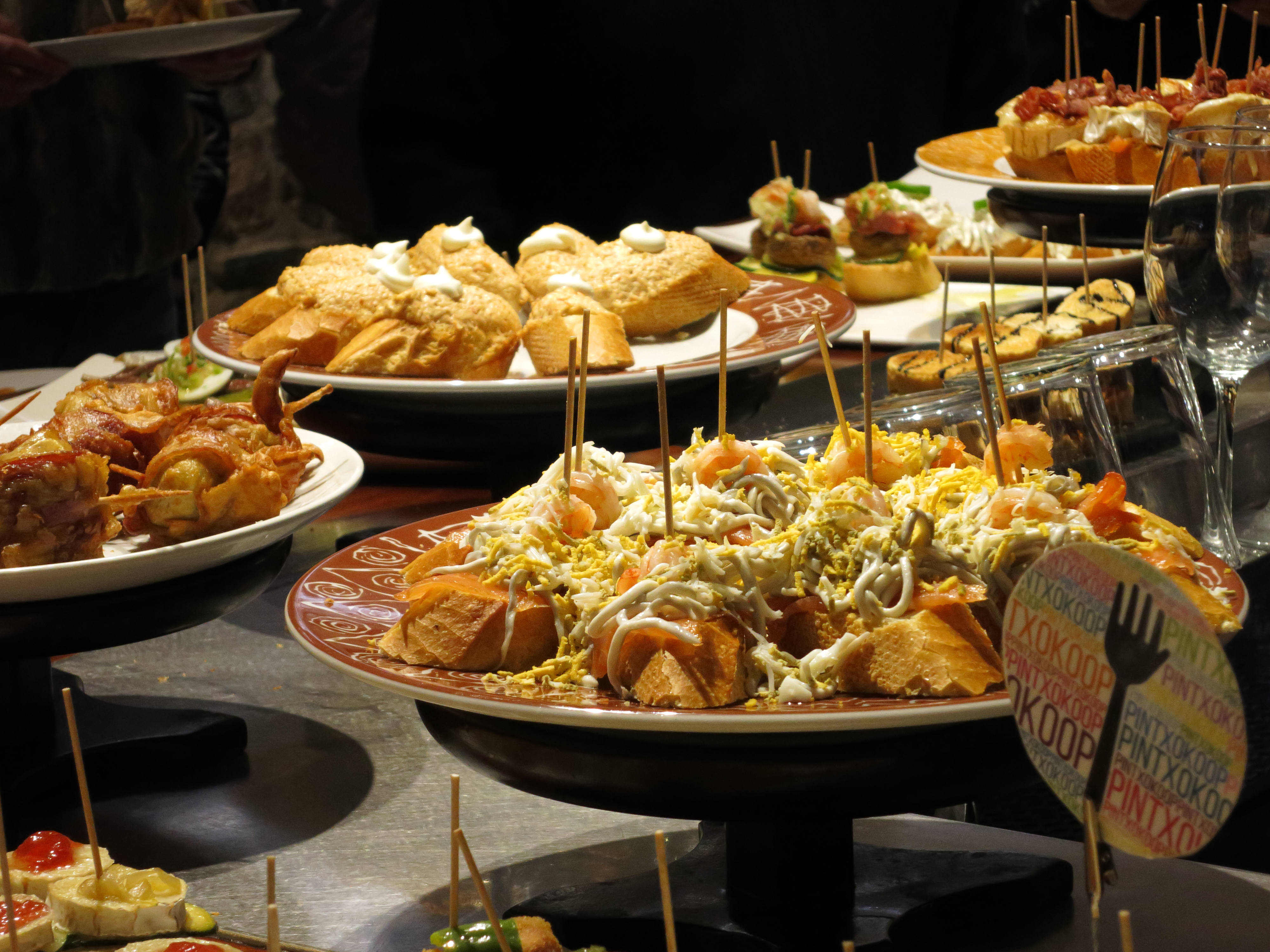
Pinchos

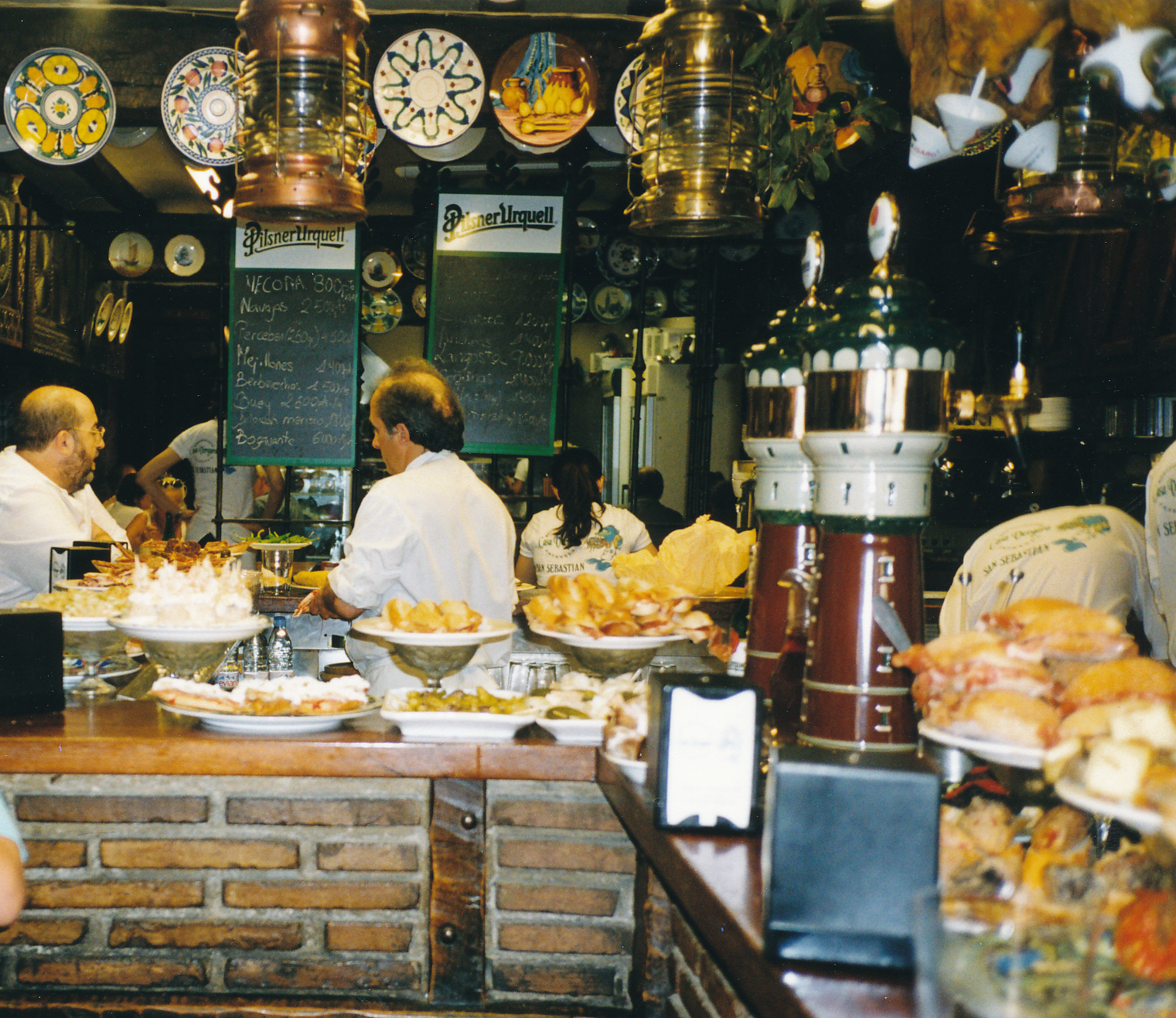
Pinchos in een bar in de oude binnenstad van San Sebastian

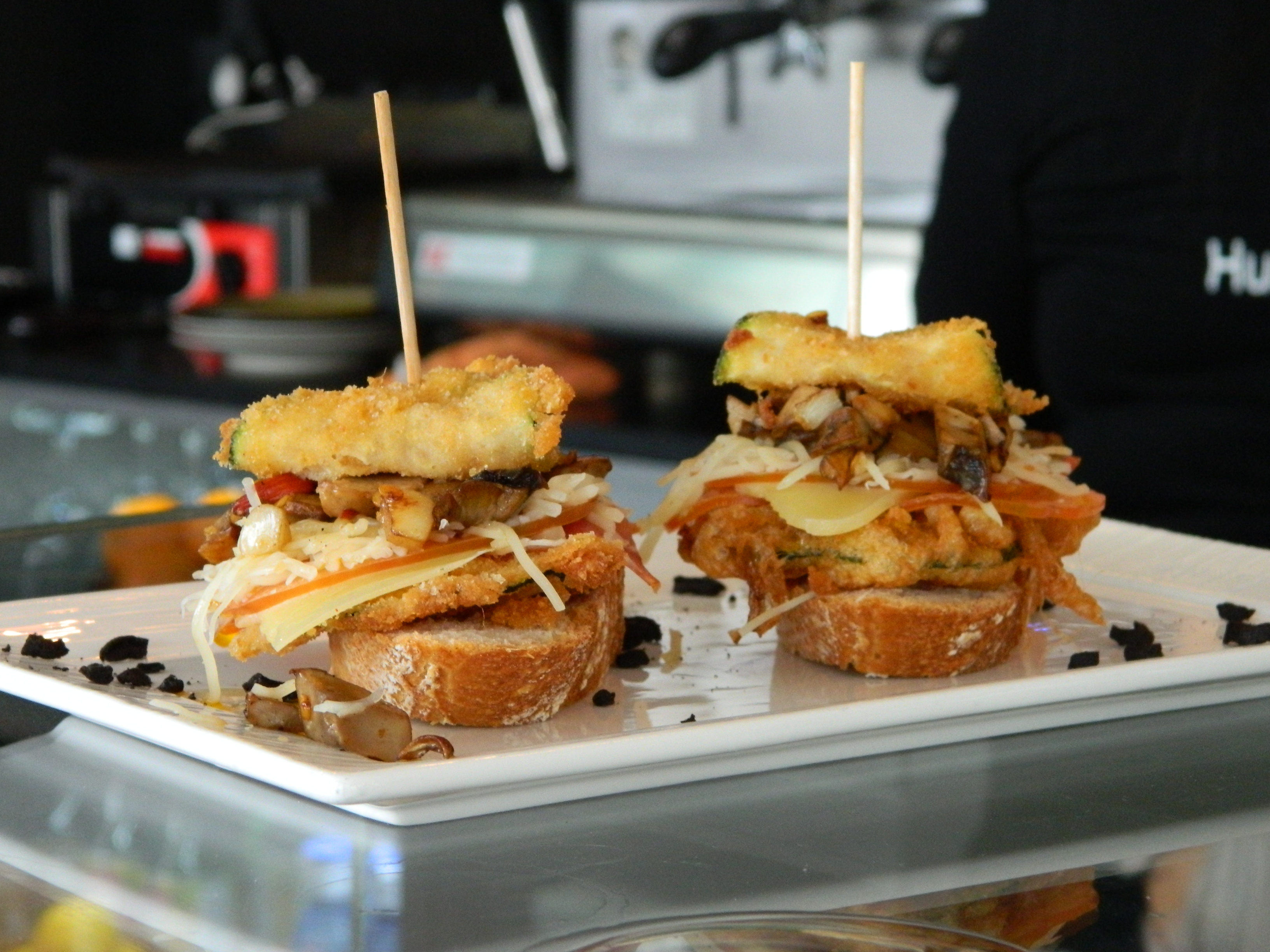
Rijkelijk belegde pinchos

Een pincho (Spaans voor doorn of stekel, Baskisch pintxo, Asturisch pinchu) is een snack of hors-d'oeuvre die veelal gegeten wordt in bars in Noord-Spanje, vooral in Cantabrië, Asturië, Baskenland en Navarra. Doordat pinchos meestal geconsumeerd worden in horecagelegenheden in het bijzijn van vrienden en familie bezitten deze snacks een sterke sociale component. In Baskenland en Navarra worden pinchos beschouwd als de hoeksteen van de lokale cultuur en samenleving.
Pinchos zijn verwant aan de tapas. Waar het verschil precies ligt is niet helemaal duidelijk. Er wordt vaak gesteld dat Pinchos worden gespiesd, meestal op een klein sneetje stokbrood. Vandaar de naam pincho wat in het Spaans prikker betekent. Ook zijn pinchos vaak luxer en uitgebreider (soms zelfs luxe miniatuurgerechtjes) dan tapas en terwijl tapas in heel Spanje gegeten worden, horen pincho’s bij het noorden van het land.
Wanneer men in de bar pinchos eet, bijvoorbeeld bij de borrel, dan is gebruikelijk dat de klant de prikkers bewaart. Bij het afrekenen laat de klant de verzamelde prikkers zien zodat de bareigenaar kan zien hoeveel de klant gegeten heeft. Pinchos worden vaak genuttigd met een glas jonge witte wijn (txikito) of bier (zurito).
Vrijwel elk denkbaar ingrediënt kan op het brood gespiesd worden, maar in Baskenland zijn heek, kabeljauw, ansjovis, Spaanse tortilla, gevulde pepers en kroketten de meest voorkomende. Pinchos kunnen zeer uitgebreid worden bereid, waarbij gebruikgemaakt wordt van dure soorten vis, vlees en zeevruchten.
Vooral de Baskische stad San Sebastian is vermaard om haar pinchos. Elk jaar worden in deze stad prijzen toegekend aan de bars die de beste pinchos serveren. Deze worden gezamenlijk ook wel aangeduid als de Pintxos de Donostia (Donostia is de Baskische naam voor San Sebastian). Het gaat hierbij om culinair hoogstaande pincho’s, vaak bestaande uit kleine miniatuurgerechten, meestal op een sneetje brood. Een van de prijzen is de Pintxo de Oro (de gouden pincho).

## Andere betekenis
De pinchos dienen niet verward te worden met braadspitten, die in Latijns-Amerika ook pinchos worden genoemd. Bij een braadspit is de spies vereist om het eten te bereiden, in tegenstelling tot de spies in pinchos.